# النجيبية
النجيبية هي بلدة تتبعُ لمحافظة الأحساء في المنطقة الشرقية في المملكة العربية السعودية.

## الاقتصاد
في عام 2012، حصلت شركة أسمنت المنطقة الشرقية علي رخصت محجر في وادي النجيبية من وزارة البترول والثروة المعدنية، لاستغلال خام الحجر الجيري لمدة عشر سنوات. وفي عام 2015، أعلنت شركة أسمنت المنطقة الشرقية أنها أنجزت دراسات وإجراءات لبدء في تنفيذ مشروع خط لإنتاج الجديد بطاقة مقدرها 10 آلاف طن في اليوم الواحد من مادة الكلنكر.